# Eucalyptus goniocalyx
Espèce
Classification phylogénétique
Répartition géographique
Eucalyptus goniocalyx est une espèce de plantes à fleurs du genre Eucalyptus et de la famille des Myrtaceae. C'est un arbre australien de taille petite à moyenne (8 à 20 mètres) avec une écorce rugueuse et persistante jusqu'aux petites branches. L'écorce est fibreuse, grisâtre, devenant profondément fissurée, épaisse et velue dans les plus vieux arbres.
Les feuilles adultes sont pétiolées, lancéolées de 20 cm de long sur 3 cm de large, concolores et vertes.
Les fleurs blanches apparaissent du début de l'automne au milieu de l'hiver.
On en trouve de nombreux exemplaires sur les plateaux de Nouvelle-Galles du Sud, au Victoria et dans l'ouest de l'Australie-Méridionale (du Mont Lofty aux Flinders Ranges).
Les feuilles sont distillées pour la production de cinéole.